# Леди Годива из Ковентри
«Леди Годи́ва из Ко́вентри» (англ. Lady Godiva of Coventry) — американская историческая драма режиссёра Артура Любина. Фильм является вольным переложением легенды о леди Годиве; от первоначальной версии легенды в сценарии остался только факт якобы имевшего место проезда главной героини полностью обнажённой на коне по городу.

## Сюжет
XI век. Король Англии Эдуард принуждает саксонского лорда Леофрика (Джордж Нэйдер) жениться на норманнской принцессе, и после отказа последнего велит посадить его в тюрьму.
Находясь в темнице, Леофрик влюбляется в прекрасную Годиву (Морин О’Хара), дочь надзирателя, и вскоре они женятся. В это сложное для страны время Годива быстро показывает свой воинственный нрав, вызывая тем самым беспорядки и столкновения между норманнскими французами и англосаксами.

## В ролях
- Морин О’Хара
- Джордж Нэйдер
- Виктор МакЛаглен
- Рекс Ризон
- Торин Тэтчер
- Эдуард Франц
- Артур Шилдс
- Клинт Иствуд
- Джудит Брайан
- Гертруда Астор — горожанка (в титрах не указана)